# الترجمة المجتمعية
الترجمة المجتمعية هي نوع من أنواع الترجمة الشفوية التي تستعمل بشكل أساسي في المجتمع عند تقديم الخدمات. إذ يتم تقديم هذه الخدمة في المجتمعات التي تضم أعدادًا كبيرة من الأقليات العرقية، مما يمكّن تلك الأقليات من الحصول على الخدمات حيث قد يكون حاجز اللغة عقبة أمامهم. ويعد أخصائي الترجمة المجتمعية ذو أهمية عالية في العديد من المجالات منها الطب والتعليم والإسكان والضمان الاجتماعي والمجال القانوني. تتضمن الترجمة المجتمعية ترجمة لغة الإشارة بالإضافة إلى ترجمة اللغة المنطوقة.
لا يقتصر دور اخصائي الترجمة المجتمعية على إتقان اللغة التي يقومون بالترجمة إليها فقط ، إنما هم بحاجة أيضًا ليكونوا على دراية بالآثار الثقافية والعرقية للعمل كمترجم فوري لدى الخدمات العامة المعنية. عادةً ما تكون الترجمة المجتمعية موجهةً نحو النص المصدر، على خلاف الترجمة التحريرية التي قد تكون موجهة للجمهور المستهدف. كما يُتوقع من اخصائي الترجمة المجتمعية كإخصائي ترجمة فورية اتباع مدونة أداب مهنة الترجمة الفورية.
ويٌعتبر تصنيف الترجمة المجتمعية كنوع من أنواع الترجمة الفورية مثيرًا للجدل من قبل أولئك الذين يرون بأن تصنيف الأنواع المختلفة من الترجمة الفورية هو بطبيعته قابل للتقسيم.